# Al-Hamrat
Al-Hamrat (arab. الحمرات) – miejscowość w Syrii, w muhafazie Hims. W 2004 roku liczyła 1624 mieszkańców.